# 川井マコト
川井 マコト（かわい マコト）は、日本の女性漫画家、イラストレーター。

## 来歴
2011年3月、芳文社『まんがタイムきららミラク』創刊号（2011年5月号）に掲載された『にじげんめのうた』でデビュー。
2012年1月、『まんがタイムきららミラク』2012年3月号より『幸腹グラフィティ』を連載開始した。2014年6月には同作のTVアニメ化が発表され、2015年1月より3月まで放送された。
2017年3月、『まんがタイムきらら』2017年4月号より『甘えたい日はそばにいて。』を連載開始した。

## 作品リスト

### 漫画

#### 連載
- にじげんめのうた - 『まんがタイムきららミラク』（2011年5月号 - 2012年1月号）
- 幸腹グラフィティ - 『まんがタイムきららミラク』（2012年3月号 - 2016年11月号）、全7巻
- 甘えたい日はそばにいて。 - 『まんがタイムきらら』（2017年4月号 - 2019年5月号）、全3巻

#### その他
- TVアニメ『スロウスタート』制作現場レポート漫画 - 『まんがタイムきらら』2018年1月号[7]

### イラスト

#### アニメ関連
- ひだまりスケッチ×ハニカム（第2話提供バック）
- 〈物語〉シリーズ_セカンドシーズン（第3話提供バック）
- 桜Trick（第5話後提供）
- ご注文はうさぎですか?（第11話エンドカード）
- 幸腹グラフィティ（第12話提供バック）
- ニセコイ:（第2話エンドカード）
- 城下町のダンデライオン（第8話エンドカード）
- 三者三葉（第6話エンドカード）
- スロウスタート（第2話エンドカード）

#### その他
- 好きと嫌いのあいだにシャンプーを置く - メディアワークス文庫、瀬那和章/著（イラスト）
- 金星で待っている - メディアワークス文庫、高村透/著（イラスト）
- アニメ<物語>シリーズヒロイン本 其ノ壹 羽川翼（カラーイラスト1点）
- ユリトラジャンプ〜ウルトラジャンプ百合アンソロジー〜（Vo.1 - Vol.3、表紙）
- 化物語「化物画廊」 - 『週刊少年マガジン』2020年29号（イラスト）[8][9]
- 5分後に美味しいラスト - 『エブリスタ』（表紙）[10]
- 映画『きんいろモザイクThank you!!』（応援コメント）[11]

### ゲーム
- きららファンタジア（キャラクターデザイン、監修）